# 舟橋村立舟橋中学校
舟橋村立舟橋中学校（ふなはしそんりつ ふなはしちゅうがっこう）は、富山県中新川郡舟橋村にある公立中学校。

## 沿革
出典
- 1947年（昭和22年）
  - 4月1日 - 学校組合立上条中学校開校（舟橋村・上条村・三郷村・相ノ木村）[4]。
  - 9月 - 学校組合立白岩中学校と改称[5]。
- 1948年（昭和23年）4月7日 - 学校組合立白岩中学校舟橋教場を舟橋小学校に併設[5]。
- 1950年（昭和25年）
  - 4月6日 - 開校[5]。
  - 5月8日 - 育成会創立[5]。
- 1953年（昭和28年）5月8日 - 3教室新築（更衣室・図書室・保健室逐次増改築）し、校舎完成（小学校に隣接、一部共用）[5]。
- 1954年（昭和29年）7月 - 運動場拡張。プール・野球場設置。
- 1971年（昭和46年）10月 - 舟橋小学校との共用校舎竣工[6]。
- 1973年（昭和48年）
  - 1月 - 小・中校舎竣工（現:小学校）。
  - 4月 - 小学校長兼任制を廃し、中学校長専任制に改正。
  - 5月26日 - 小・中校舎新築落成記念式挙行[7]。
- 1976年（昭和51年）4月 - 創校記念日を5月26日に決定。
- 1979年（昭和54年）
  - 2月 - 校歌制定[7]。
  - 5月 - 創校30周年記念式と校歌制定披露式挙行。
- 1981年（昭和56年）11月 - 舟橋中学校同窓会結成。
- 1983年（昭和58年）3月14日 - 校旗樹立式挙行[8]。
- 1985年（昭和60年）7月 - 独立校舎の建設に着手[9]。
- 1986年（昭和61年）12月 - 独立校舎完成。同年12月25日に入校式が行われたのち授業開始[9]。
- 1987年（昭和62年）
  - 4月 - グラウンド造成工事完成[9]。
  - 5月28日 - 竣工式を挙行[8]。
- 1991年（平成3年）
  - 11月 - ふれあい工房（陶芸窯）開設。
  - 12月 - 新制服の制定（新入生より着用）。
- 1992年（平成4年）4月1日 - 制服をブレザーに変更[10]。
- 1994年（平成6年）7月 - 前庭立石「学ぶ」除幕式。
- 2000年（平成12年）10月 - 創校50周年記念式典挙行。
- 2001年（平成13年）9月 - 情報施設整備（校内LAN整備、情報学習室の新設）。
- 2002年（平成14年）11月 - 地域学校保健委員会設立。
- 2009年（平成21年）4月 - 女子夏用新制服の制定。
- 2010年（平成22年）
  - 10月 - 創校60周年記念式典挙行。
  - 12月 - グラウンド改修工事。
- 2011年（平成23年）12月15日 - 校舎増改築工事[11]。
- 2012年（平成24年）1月 - 校舎増改築竣工式挙行。

## 周辺
- 舟橋村立舟橋小学校

## 著名な出身者
- 竹嶋祐貴（元プロ野球選手）
- 渡辺光（舟橋村長）
- 橋本陽菜（AKB48）